# الكرك (محافظة)
الكرك محافظة تقع في جنوب الأردن، يحدها من الجنوب محافظة الطفيلة، ومن الشمال محافظة مأدبا، ومن الشمال الشرقي منطقة القطرانة، ومن الجنوب الشرقي سد السلطاني، ومن الغرب الأغوار الجنوبية. تُعد مدينة الكرك عاصمة المحافظة.
تتميز بالمرتفعات غربي الكرك، ومن هذه المرتفعات: مرتفعات مؤاب والتي يُطلق عليها «ذيبان» الآن. وفي الشرق يسودها المناخ الصحراوي.
من أهم معالمها التاريخية قلعة الكرك، التي يعود تاريخ إنشاؤها إلى عصر المؤابيين.

## التقسيم الإداري
تقسم الكرك إلى لواء «عي» ولواء «القصر» ولواء «المزار» ولواء «الأغوار» الجنوبية ولواء «القطرانة» ولواء «فقوع». يمتاز لواء الأغوار بأنه منطقة زراعية وفيه البحر الميت وهو أخفض بقعة في العالم.

## التسمية
عرفت الكرك بأسماء عدة منها: قير مؤاب وقير حارسه وصخرة الصحراء وكرك موبا وقرحى وكراكا وكرخا وبتفسير معنى اسم كرك في اللغة الآرامية، تشير المراجع والمعاجم التاريخية إلى أن اسم كرك يعني القلعة أو المدينة المسورة أو المحصنة، وتشير بعض المصادر الأخرى إلى أن معنى كلمة كرك يعني شجرة الفلين وفق اللغة اللاتينية، أما في التوراة فقد ورد اسمها بلفظ كيرك.

## التاريخ
يعود تاريخ هذه المدينة إلى العصر الحديدي نحو سنة 1200 قبل الميلاد، وتعاقب عليها المؤابيون والأشوريون[ ؟ ] والأنباط[ ؟ ] واليونان والرومان والبيزنطيون. وكان للمدينة تاريخاً حافلاً مع صلاح الدين الأيوبي الذي حارب الملك أرناط. وكانت أهمية الكرك في ذلك الحين أنها كانت تحمي القدس لما لموقعها الاستراتيجي من دور في الحيلولة دون اللقاء بين عرب الشام وعرب مصر ولكونها محطة مراقبة على طريق الحجاج. وكان ملكها أرناط محارباً شرساً مغامراً. وجّه صلاح الدين ثلاث حملات للكرك حتى تمكّن عام 1188 من احتلال القلعة الحصينة، وكان أرناط متحصناً فيها يخشى الخروج منها، لكنه لقي حتفه في معركة حطين ووقع أسيراً فضربه صلاح الدين بسيفه ولقي حتفه. وازدهرت الكرك في عهد الدولة الأيوبية أيما ازدهار، فتجددت أبواب القلعة وترممت أسوارها وأعيد بناء قراها واهتم بزراعة الأشجار والينابيع.
بقيت الكرك تنعم بالازدهار والطمأنينة على الرغم من الخلافات التي اشتدت بين السلاطين الأيوبيين وتعرض المنطقة لغزو المغول. احتل الظاهر بيبرس الكرك فاعتنى بها وحفر خنادق جديدة حول المدينة وقلعتها وعاشت الكرك مجدداً حياة هادئة إلى أن احتلها العثمانيون في عام 1516. ونظراً لبعدها عن السلطة المركزية العثمانية تخاصمت قبائلها فيما بينها على التحكم والسيطرة. وعاشت الكرك إبان الحكم التركي فترة من التحكم البغيض.
ولعل أفضل ما كتب في الكرك جاء على لسان أبو الفداء المتوفى سنة 1331 م يصف مدينة الكرك: ” وتحت الكرك؛ وادٍ فيه حمام وبساتين كثيرة، وفواكهها مفضَّلة من المشمش والرمان والكمثرى وغير ذلك، وهو على أطراف الشام من جهة الحجاز، وبين الكرك والشوبك نحو ثلاثة مراحل”.

وعلى لسان ابن بطوطة (محمد بن عبد الله 1303 1377) في كتابه تحفة النظار في غرائب الأمصار وعجائب الأسفار:
| الكرك (محافظة) | ثم يرحلون إلى حصن الكرك. وهو أعجب الحصون وامنعها وأشهرها. ويسمى بحصن الغراب. والوادي يطيف به من جميع جهاته وله باب واحد قد نحت المدخل إليه في الحجر الصلد. ومدخل دهليزه كذلك. وبهذا الحصن يتحصن الملوك، واليه يلجأون في النوائب وله لجأ الملك الناصر. لآنه ولي الملك وهو صغير السن. فاستولى على التدبير مملوكه سلار النائب عنه. فأظهر الملك الناصر أنه يريد الحج. ووافقه الأمراء على ذلك. فتوجه إلى الحج. فلما وصل ألى عقبة أيلة، لجأ إلى الحصن وأقام فيه أواماً ألى أن قصده أمراء الشام. واجتمعت عليه المماليك وكان قد ولي الملك في تلك المدة بيبرس الششنكير وهو أمير الطعام وتسمى بالملك المظفر. وهو الذي بنى الخانقاه البيبرسية بمقربة من خانقاه سعيد السعداء التي بناها صلاح الدين بين أيوب. فقصده الملك الناصر بالعساكر. ففر بيبرس إلى الصحراء. فتبعه العساكر فقبض عليه، فأتى به إلى الملك الناصر فأمر بقتله، فقتل. وقبض على سلار وحبس في جب حتى مات جوعاً. ويقال أنه أكل جيفة من الجوع. نعوذ بالله من ذلك. وأقام الركب في خارج الكرك أربعة أيام، بموضع يقال له الثنية. وتجهزوا لدخول البرية ثم ارتجلنا إلى معان، وهو آخر الشام ونزلنا من عقبة الصوان إلى الصحراء التي يقال فيها: داخلها مفقود وخارجها مولود. وبعد مسير يومين نزلنا ذات حج وهي حسبان لا عمارة فيها ثم وادي بلدح ولا ماء فيه | الكرك (محافظة) |

أما القلقشندي (أحمد بن علي 1355-1410) في كتابه "صبح الأعشى، فذكر عنها ما يلي:
«الكرك وهي مدينة محدثة البناء. كانت ديراً يتدبره رهبان. ثم كثروا فكبروا بنائه. وأوى اليهم من يجاورهم من النصارى. فقامت لهم به أسواق، ودرت معايش. وأوت إليه الفرنج. فأداروا أسواره. فصارت مدينة عظيمة. ثم بنوا فيه قلعة حصينة من أجل المعاقل وأحصنها. وبقي الفرنج مستولين عليه حتى فتحه السلطان صلاح الدين يوسف بن أيوب، على يد أخيه العادل أبي بكر. قال في» التعريف«: وكانوا قد عملوا فيه مراكب ونقلوها إلى بحر القلزم لقصد الحجاز الشريف، لأمور سولتها لهم أنفسهم. وأمر بهم السلطان صلاح الدين فحملوا إلى منى ونحروا بها على جمرة العقبة حيث تنحر البدن بها. واستمرت بأيدي المسلمين من يومئذ. واتخذها ملوك الإسلام حرزاً، ولأموالهم كنزاً. ولم يزل الملوك يستخلفون بها أولادهم ويعدونها لمخاوفهم. وهو بلد خصب، بواديه حمام وبساتين كثيرة، وفواكه مفضلة. قال البلاذري في فتوح البلدان: وكانت مدينة هذه الكورة في القديم العرندل».

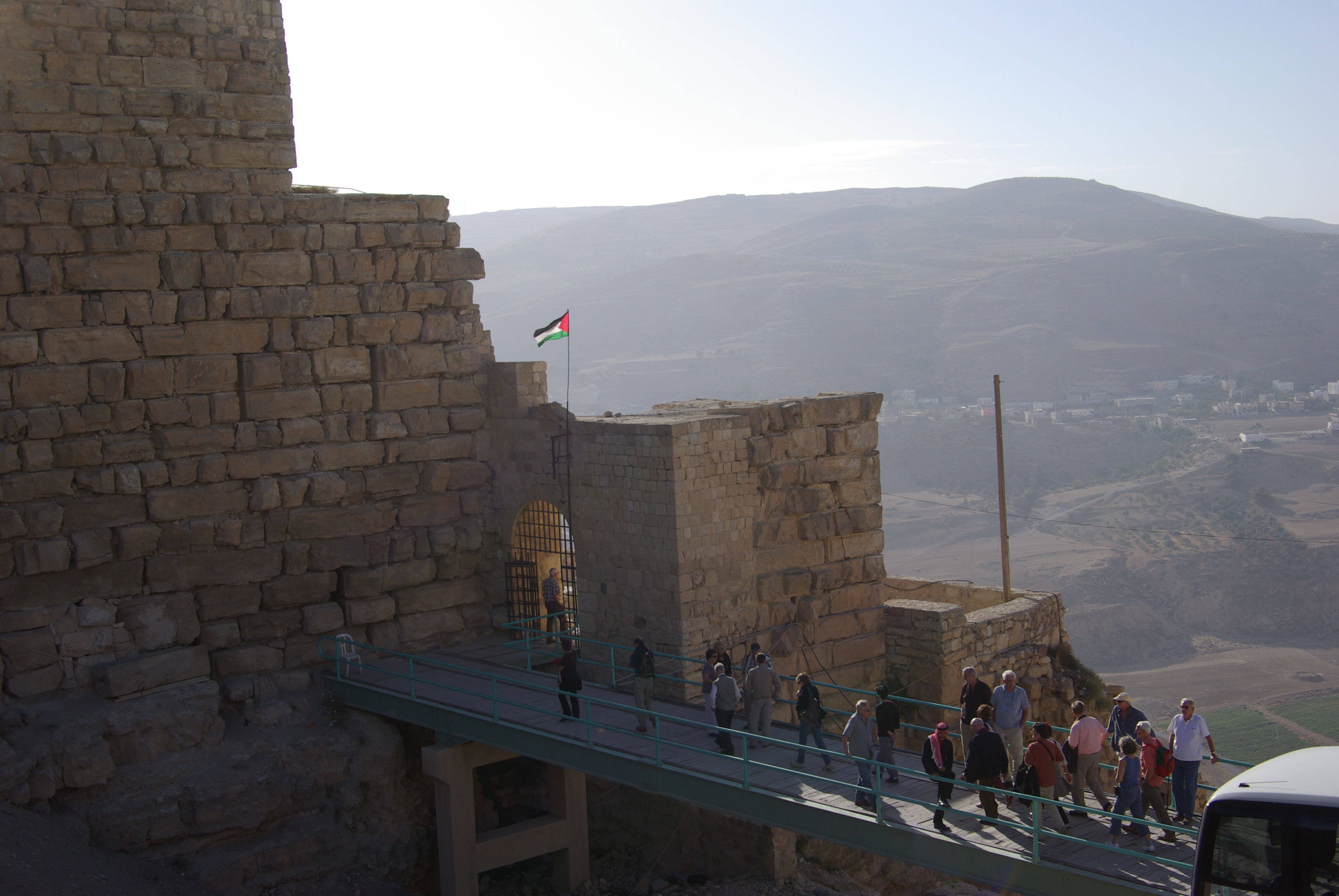

ويقع على بعد 26 كيلومتراً غرب الكرب مكاناً أثري يدعى «باب الذراع» سكنته موجات متلاحقة من الشعوب وجدت فيه الماء والأرض الخصبة والممر السهل للأراضي الفلسطينية. ويعود تاريخ هذا الموقع للفترة ما بين 2850-2250 قبل الميلاد. ووجد في الموقع مقبرة قدمت نموذجاً غريباً لدفن الموتى إذ أن الهياكل العظمية وجدت في قبور والجماجم في قبور أخرى.
وفي موقع مجاور يعود للعصر البرونزي القديم يدعى النميرة يحيد به سور من الحجر وجدت فيه رجم النميرة وهو من بقايا الأبنية النبطية. مكان يرتفع 726 متراً فوق سطح البحر على بعد أربعة كيلومترات إلى الشمال من سيل الموجب وعلى بعد 64 كيلومتراً إلى الجنوب من عمان ومقابل جبل شيحان الأشم وتحيط بهذا الجبل الأودية السحيقة من الغرب والشمال الشرقي وأحاطه سكانه بالأسوار منذ العصر البرونزي المبكر ومن ثم اختاره المؤابيون منذ القرن الثالث عشر قبل الميلاد ليكون عاصمة لمملكتهم. ولم يلبث الإسرائيليون القادمين من مصر أن هزموا في هذا الموقع جيش شيحون وسقطت ذيبان في قبضتهم. وعندما توفي أحاب ملك إسرائيل، ثار الملك «ميشع» ملك مؤاب وطرد الغزاة من هذا الموقع.
وقد ذكر ياقــوت (1179-1229) الموقع قائلاً:
ومن المناطق القديمة القريبة من ذيبان والتي تحظى باهتمام علماء الآثار موقع عراعر وتقع على بعد خمسة كيلومترات ونصف من ذيبان وبلدة أم الرصاص والتي تقع بين ذيبان والطريق الصحراوي وتعود آثارها للأنباط والرومان والبيزنطيين.
وبين مدينة الكرك وجبل شيحان وإلى الجنوب الشرقي ازدهرت حضارة ثرية وخلفت وراءها بقاياها الموجودة تتحده الزمن وتبرز عبقرية العقل البشري الذي سعى باحثاً عن موقع سكناه ليحمي ذاته من الطامعين فيه.

## أهم المناطق

### مَديَن
قرية مَديَن (بفتح الميم والياء، وبسكون الدال والنون) تقع جنوب محافظة الكرك وتبعد عنها بمسافة 10 كم، وهي ليست بعيدة عن موقعة معركة مؤته، وهي قرية قديمة جدا يوجد فيها عين ماء جاري يسمى بئر مدين.
وبئر مَدين تمثل أقدم موقع ديني في الأردن، ذكرت بالقرآن الكريم حيث كان سكنها سيدنا شعيب عليه السلام وهاجر إليها سيدنا موسى عليه السلام هرب من فرعون الطاغية، وكان أهلها يعملون بالتجارة وحسب القرآن بعث الله فيهم نبيه شعيب لكي يحضهم على المتاجرة الشريفة فرفضوا أن يسمعوا دعوته بأن يؤمنوا بالله ويتركوا المعاصي.
قال الله تعالى في سورة هود بعد قصة قوم لوط {وَإِلَى مَدْيَنَ أَخَاهُمْ شُعَيْباً قَالَ يَا قَوْمِ اعْبُدُوا اللَّهَ مَا لَكُمْ مِنْ إِلَهٍ غَيْرُهُ وَلا تَنقُصُوا الْمِكْيَالَ وَالْمِيزَانَ إِنِّي أَرَاكُمْ بِخَيْرٍ وَإِنِّي أَخَافُ عَلَيْكُمْ عَذَابَ يَوْمٍ مُحِيطٍ }
وقوله تعالى {وَيَا قَوْمِ لا يَجْرِمَنَّكُمْ شِقَاقِي أَنْ يُصِيبَكُمْ مِثْلُ مَا أَصَابَ قَوْمَ نُوحٍ أَوْ قَوْمَ هُودٍ أَوْ قَوْمَ صَالِحٍ وَمَا قَوْمُ لُوطٍ مِنْكُمْ بِبَعِيدٍ}.
وقوله تعالى { فلما توجه تلقاء مدين } المقصود بالآية الكريمة سيدنا موسى عليه السلام. كما ذكرها الرحالة البريطاني (ترايسترام) في كتابه رحلتي إلى الأردن عام 1873. البئر والذي يقع جنوبي بلدة "مَدين" باتجاه الوادي حيث تظهر أطلال مساكن بلدة مَدين القديمة المبنية من حجارة بازلتية سوداء مسقوفة بجذوع أشجار اللًزاب والسنديان التي تشير إلى آثار غارقة في القدم تحت القرية العتيقة، وتخبرك عن ماضيها القديم، وفي أسفل سفح قرية مدين" القديمة المتربعة على التلة المشرفة على الوادي الفسيح من الشمال تجد بئر مدين الذي تجمعت عليه أمة من الناس يسقون ماشيتهم، ولا يزال الماء دفاقا زلالا ارتوى منه المتقدمون ويرتوي منه المتأخرون كما شرب منها سيدنا موسى وسيدنا شعيب عليهما السلام. وتحتوي القرية على آثار قديمة جداً منها آثار قريتين قديمتين إحداهما فوق الأخرى. يوجد بشرقها على بعد 5كم منطقة أثرية يطلق عليها كبار السن من سكانها وسكان القرى المجاورة (البتراء الشرقية).

### أدر (أدريانوس)
قرية أدر إحدى أكبر قرى مدينة الكرك سكانها تقريبا إثنا عشر ألفا وهي قرية تاريخية يظهر إنها قد سُكنت قبل آلاف السنين وخصوصا من قبل الرومان استمدت اسمها من اسم القيصر الروماني هادريان وكانت تسمى أدريانوس وفيها الكثير من الشواهد على أنها كانت آهلة بالسكان كالقطع الفخارية والآبار القديمة وأساسات البناء الأصلي ويمكن الجزم أنها كانت ذات تعداد سكاني كبير إذ أن حولها ينتشر الكثير من الآثار وأماكن معاصر قديمة أهلها الآن خليط متجانس من المسلمين والمسيحيين وهي مضرب مثل في التسامح الديني والأخوي يسكنها عشائر عربية مسيحية كالبقاعين والمدانات والحجازين والحوراني مع عشيرة المعايطة التميمية إذ أن جدهم كان قائم مقام الخليل وهو أصلاً أمير من أمراء بني تميم في نجد واسمهم حكام صبحا استقروا في أدر وبتير وكوّنوا أكبر نفوذ عشائري ممكن في المنطقة وما حولها وذلك بالتحكم في جلّ مصادر المياه في مدينة الكرك. ومما يذكر أن هذه القرية خرجت الكثير من الشخصيات المعروفة على مستوى الكرك وقدمت من أبنائها شهداء على أرض فلسطين وكان أهل هذه القرية شوكة في حلق كل شخص كان يحاول غزو مدينة الكرك وهم كباقي أبناء الأردن من أكثر الناس انتماء لتراب وطنهم الأردن مع أنهم آخذين حقهم وزيادة لكنهم إلى هذه اللحظة متمسكون بالتقاليد العربية والإسلامية وتجد أن الكثير منهم يقوم على إصلاح ذات البين فيمن حولهم وبأن لهم احترام كبير جدا لدى إخوانهم الأردنيين.
هي إحدى القرى الكبيرة في محافظة الكرك، يسكنها مسلمين ومسيحيين. تتبع أدر إلى لواء قصبة الكرك، وبلدية الكرك الكبرى. تبعد حوالي 7 كيلو مترات شمال شرق الكرك، وارتفاعها عن سطح البحر 1050 م. يبلغ عدد سكان أدر حوالي 4555 نسمة (2323 ذكور و 2232 إناث) يشكلون 826 أسرة، تقيم في 1013 مسكنا.

### وادي الموجب

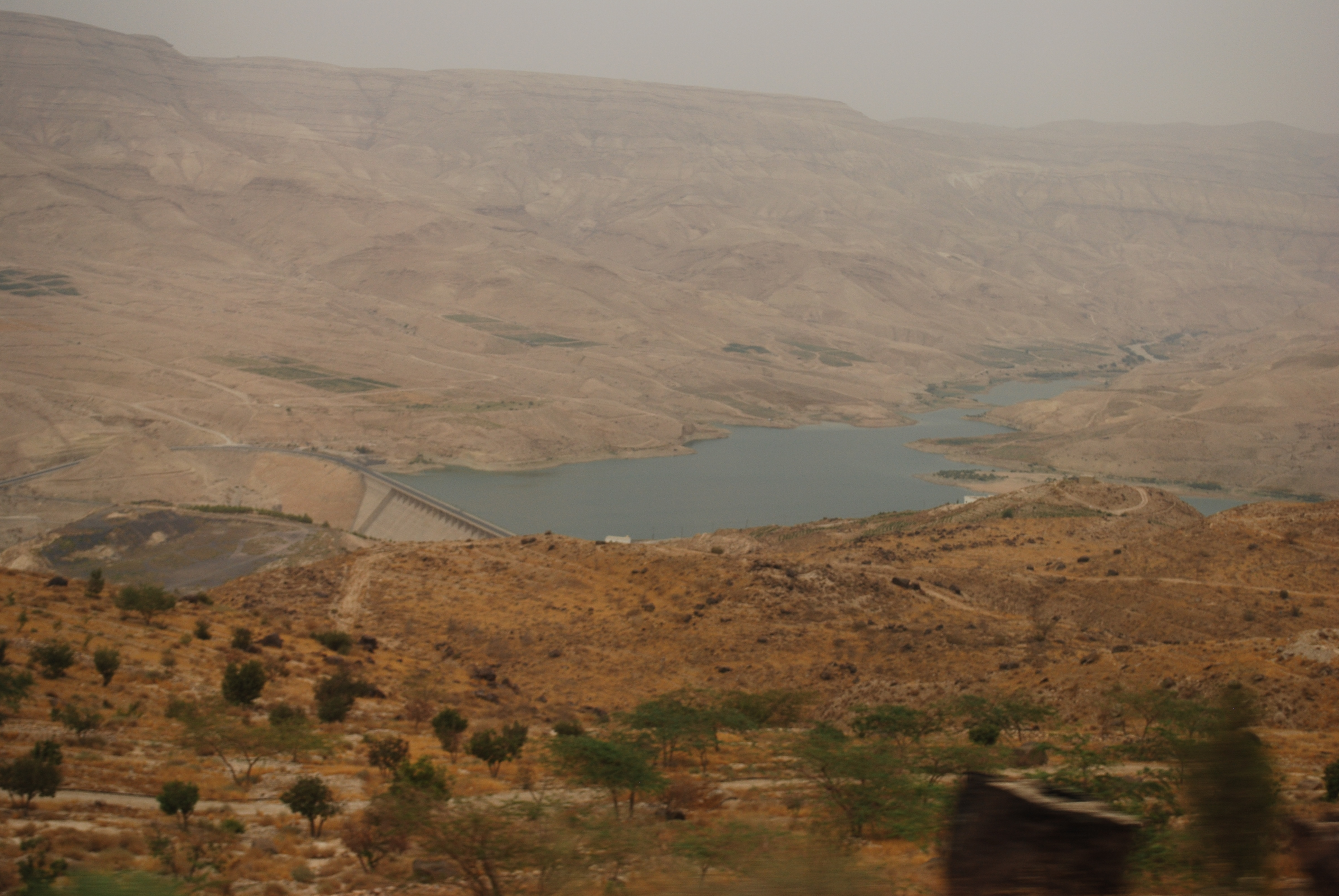
وادي الموجب

يقع على بعد 4 كيلومترات جنوب مدينة ذيبان ويبلغ عمقه 500 متر تقريباً وينحدر من الجنوب 9 كيلومترات وصعوداً 11 كيلومتراً. وقد أطلق العرب على هذا الوادي لفظ «موجب» المشتقة من «وجب» وتعني «سقط محدثاً ضجة» أي أن مياهه تنحدر باعثة هديراً. والواقف على أحد جانبي الموجب يشاهد طريقاً ملتوية تنحدر ثم تصعد ويشاهد الهوّة العميقة التي أحدثتها الهزات الأرضية في الأزمنة البعيدة. وعلى الرغم من وعورة تلك المنطقة ورهبتها إلا أن لطبيعتها روعة وهيبة تثير في النفس مشاعر الاحترام العميقة للطبيعة الأم.

وكتب الملك «ميشع» على مسلته «وعبدت الطريق في وادي الموجب» ورصفها الرومان بالحجارة ووضعوا الحجارة على جانبي الطريق وأقاموا القلاع ووضعوا حاميات عسكرية لحمايتها وحماية القوافل التي كانت تمر بها.

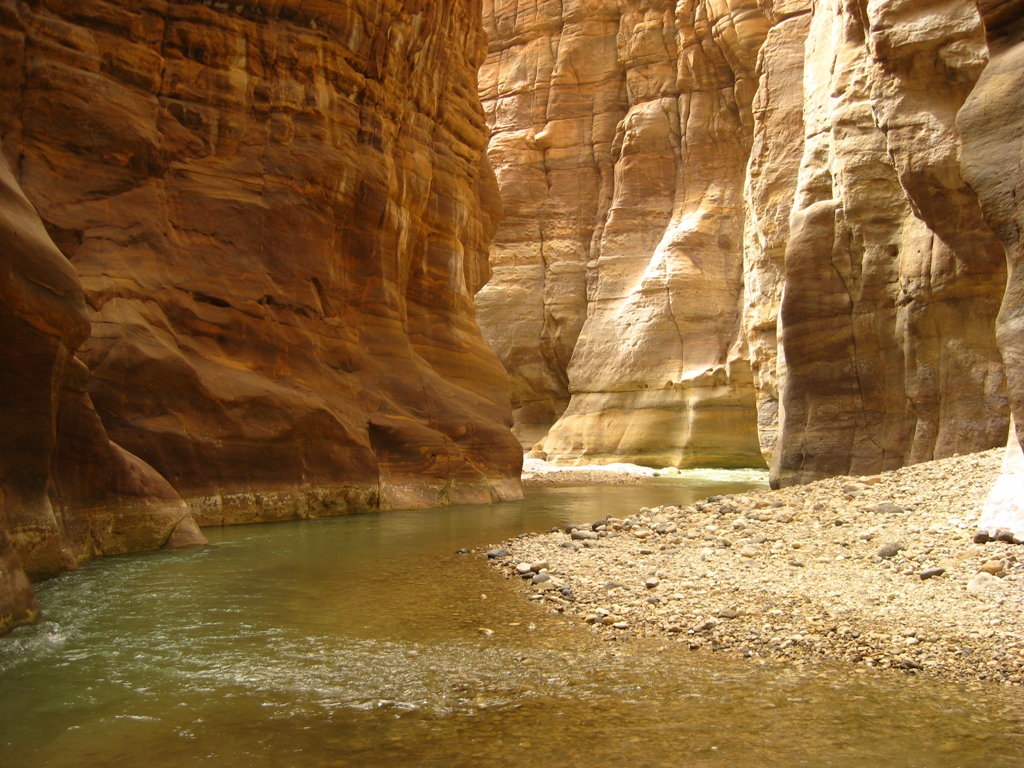
وادي الموجب

وكتب الإدريسي (1154) (أبو عبد الله محمد الشريف الادريسي) واصفاً وادي الموجب:
«ومنها (الشراة) إلى عمان، نمر فيما بين شعبتي جبل يقال له: الموجب. وهو واد عظيم القعر ويمر فيما بين هذين الشعبين. وليسا متباعدين بذلك يكون، مقدار ما يمكن إنسان أن يكلم إنساناً وهما واقفان على ضفتي النهر، يسمع أحدهما الآخر. ينزل فيه السالك ستة أميال ويصعد ستة أميال».
ويضم وادي الموجب آثاراً نبطية وقلعة رومانية ويحمي مدخل الوادي برجان مربعان.

### السماكية وفقوع
تقع هذه البلدة إلى الشمال الشرقي من مدينة الكرك على بعد 18 كيلومتراً منها. وتعود هذه البلدة إلى تاريخ الأنباط والرومان والبيزنطيين كما يدل عليه قطع النقود التي عثر عليها فيها.
أما البالوع فهي إلى الشمال الشرقي من السماكية وعلى مقربة من وادي البالوع وفوق مساحة واسعة من الأرض تناثرت الحجارة البازلتية الهشة فوق تربة سمراء مما يبرز مساحة وحضارة تلك المدينة الغابرة. وتعود آثار تلك المنطقة إلى العصر البرونزي والحديدي والنبطي والروماني البيزنطي والعربي. وأهم آثارها هي مسلة البالوع وهي حجر من البازلت يبلغ سمكه 33 سنتمتراً تقريباً وفي أعلاه كتابة من أربعة أسطر ورسماً لثلاثة أشخاص. وتؤكد بعض الدراسات أن تاريخ هذه المسلة يعود للعصر الفرعوني تحتمس الثالث ورعمسيس الثاني وإن اختلفت آراء علماء الآثار في هذا.

### القصر
تبعد حوالي 18 كيلومتراً من جنوب الموجب وعلي بعد 6 كيلومترات من السماكية. ويوجد فيها هيكل نبطي طوله 31 متراً وعرضه 17 متراً ولا تزال أمام واجهته الرئيسية قواعد وتيجان أربعة أعمدة من الطراز الكورنثي.

### لواء عي
أحد ألوية محافظة الكرك الأردنية. يقع جنوب مدينة الكرك في التواءات الجبال المطلة على البحر الميت على خط طول 35 و 13 درجة شرقأ ودائرة عرض 35 و 64 درجة شمالا. ويتكون من ثلاث قرى هي عي مركز اللواء وكثربا وجوزا. وفيها العديد من بقايا الكنائس الرومانية.

### الطيبة
هي منطقة مطلة على البحر الميت وتتميز بتضاريسها الخلابة والجبال والوديان وقد كانت ناحية عثمانية سنة 1912 م. وتبعد عن مركز المحافظة تقريبا 30 كم. ويقطنها عشائر البطوش وعشائر البدادوة ويقدر عددهم بـ 12 ألف نسمة. وكانت تعتبر الخط الأول الرئيسي في حرب حزيران 67 وحرب 73. وهي أكبر بلدة بالمساحة في محافظة الكرك. من أهم ينابيع المياه فيها: السراب، وحمرش، والدفالي، الخشبة، المزارع وسراقة.
وتشكل مغارة (القعير) وعين ماء (سراقة) وشجر الزيتون المُعمِر الروماني في بلدة طيبة الكرك ثلاثية متناغمة للمكان والزمان والإنسان.
فمغارة (القعير) التي تتربع على سفحَ تلة تشرف على مزارع الزيتون والكرمة والمياه المنسابة من عين (سُراقة)، ما زالت تحتفظ بنظارتها رغم تعاقب العصور والأجيال.
وكانت المغارة احتضنت كثيرا من أبناء منطقتها فرادى وجماعات حين الحر والقر في مجلس فسيح في جو تفوح رائحة القهوة العربية والقيصوم والزعتر والشيح، وتشير عملية تصميم مدخل ونقش سقف (القعير) المنحوتة في الصخر إلى امتلاك ناقشيها لمهارات فنية وأدوات حفر متطورة مكنتهم من تطويع الجبل وتجويفه بطريقة هندسية رائعة.
ويؤكد بعض السكان وجود مخارج للقعير على شكل (سراديب) تقود إلى مسافات بعيدة تمكن نازليها من الوصول إلى مناطق آمنة حال تعرضهم للخطر إلا أنها تعرضت للهدم خلال العقود الأخيرة، مشيرا إلى أنها كانت تأوي عائلات عديدة وبخاصة في فصل الشتاء وكلَ عائلة تسكن تجويفا من تجاويفها الواسعة، في حين تستخدم الكهوف الجانبية الصغيرة للقعير كزرائب للأغنام وحفظ الحبوب (الغلة).
وإلى أسفل تلة (القعير) توجد عين (سُراقة) نسبة إلى أحد شهداء معركة مؤتة (سراقة بن عمرو بن عطية) المنقوش اسمة على نصب تذكاري ضمن الإثني عشر شهيدا أمام المتحف الإسلامي في مدينة المزار الجنوبي.
وتنبع مياه عين سُراقة من أسفل تلة مغارة القعير باتجاه الشمال عبر قناة مبلطة ومسقوفة ضمن سرداب يبلغ طوله عشرين مترا تصب في حوض صمم حديثا، وما زال الأهالي يرتادونها ويعتبرون مياهها من أنقى المياه للشرب وللطبخ.
وتنساب مياه العين شمالاً حيث مزارع الزيتون الممتدة نحو الوادي العميق (وادي الغُراب) والذي كان يشكّل الزيتون المعمر الروماني قبل أربعة عقود معظمه ولم يبقَ منه الآن الا بضع شجيرات يانعة وأشلاء جذوع ما زالت تنبض بالحياة بعد أن أعجزت قاطعيها وكسرت فؤوسهم.

## أعلام من الكرك
- دانيال بن منكلي بن صرفا، القاضي الضياء أبو الكركي التركماني الشافعي. قاضي الشوبك. ولد سنة 617 ه‍. وتوفي بالشوبك سنة 696 ه‍.
- الطبيب يعقوب بن إسحق الكركي: ولد في الكرك عام 630 ه‍.: 1232 م. له مؤلفات قيّمة في عالم الطب والجراحة. توفي عام 685 ه‍.: 1286 م.
- محمد بن عثمان بن عبد الرحمن شمس الدين الكركي. مراكشي الأصل. شافعي. قرأ على قراء الكرك ودمشق. كان عارفاً بالفقه والأصول والعربية، مات سنة 769 ه‍. بالكرك.
- عبد الرحمن بن أبي بكر بن العباس أحمد بن علي النفزي الكركي الشافعي. يعرف بابن أبي العباس. ولد قبل السبعمائة بالكرك. أخذ العلم عن علماء عصره. مات يوم عرفه بالكرك سنة 772 ه‍.
- تاج الدين محمد بن عبد الله الكركي: كان قاضياً ببلده ثم المدينة المنورة. وأخيراً قدم القاهرة وولي فيها نيابة الحكم بمصر. مات عام 775 ه‍. فاضلاً مشكور السيرة.
- القاضي عماد الدين أحمد بن عيسى بن موسى بن جميل الأزرقي العامري المُقَيِّري الكركي عماد الدين؛ ولد في الكرك في سنة إحدى أو اثنتين وأربعين وسبعمائة. كان مطاعاً في أهل بلده مسموع الكلمة عندهم لما كانوا يعهدون من عقله وحسن رأيه. ساعد السلطان برقوق في الخروج من سجنه عام 792 ه‍. فانضم إليه الكركيون مما ضاعف شوكة برقوق. ولما عاد هذا إلى الحكم عيّن عماداً في منصب قاضي قضاة الديار المصرية. ولما شغرت خطابة الأقصى وتدريس الصلاحية في القدس عام 799 ه‍ باشرهما ثم مرض وتوفي في أوائل عام 801 ه‍.
- القاضي علاء الدين بن عيسى الأزرقي، أخو القاضي عماد الدين المار ذكره. وهو كأخيه قام بنصرة برقوق فعرف له السلطان ذلك وولّاه كتابة سرّ مصر. استمر علاء الدين في وظيفته إلى أن مرض ومات عام 794 ه‍.
- فخر الدين عثمان بن محمد الأنصاري السعدي العُبادي _بالضم والتخفيف_ الكركي. ولد سنة 727 ه‍. نزل دمشق وأخذ عن علمائها وفقهائها. توفي عام 803 ه‍.
- إبراهيم بن موسى الكركي: ولد في الكرك عام 776 ه‍: 1374 م. عالم بالقراءات والفقه والعربية. أقام مدة في القدس والخليل وتردد إلى مصر . وأخذ عن علماء تلك البلاد. واستوطن القاهرة. وُلّي قضاء بعض المدن المصرية. توفي في القاهرة عام 853 ه‍: 1449 م. وله مؤلفات.
- الشيخ العالم تاج الدين محمد الكركي. اشتهر بابن الغرابيلي. كركي الأصل. مقدسي النشأة. له معرفة بالحديث، والتعمق في الفقه. توفي عام 835 ه‍.
- قاضي القضاة علاء الدين أبو الحسن علي بن شمس الدين محمد الهاشمي الكركي. ولي القضاء في كل من القدس والكرك وغزة. توفي عام 885 ه‍.: 1480 م.
- أبو الخير الكركي: ولد في الكرك اشتغل بالتدريس والإفتاء. مات 890 ه‍].
- زين الدين عبد السلام بن أبي بكر الرضي الحنفي الكركي. ولد في الكرك ونشأ بها. اشتهر بالإفتاء والتدريس. توفي عام 897 ه‍
- الشيخ جمال الدين يوسف بن شاهين الكركي. سبط الحافظ بن حجر العسقلاني. كان عالماً فاضلاً محدثاً. توفي عام 899 ه‍ وغيرهم كثيرون.[8]